# Threat Signal
Threat Signal ist eine Metalband aus Hamilton (Ontario), (Kanada). Die Band wurde 2003 gegründet. Haupteinflüsse für die Band sind Fear Factory, Soilwork, Pantera, Meshuggah und Devin Townsend.

## Geschichte
Die Cousins Jon und Rich Howard gründeten die Band Ende 2003. Kurze Zeit später stieg Kyle McKnight ein. Am heimischen PC begann das Trio mit Demoaufnahmen.

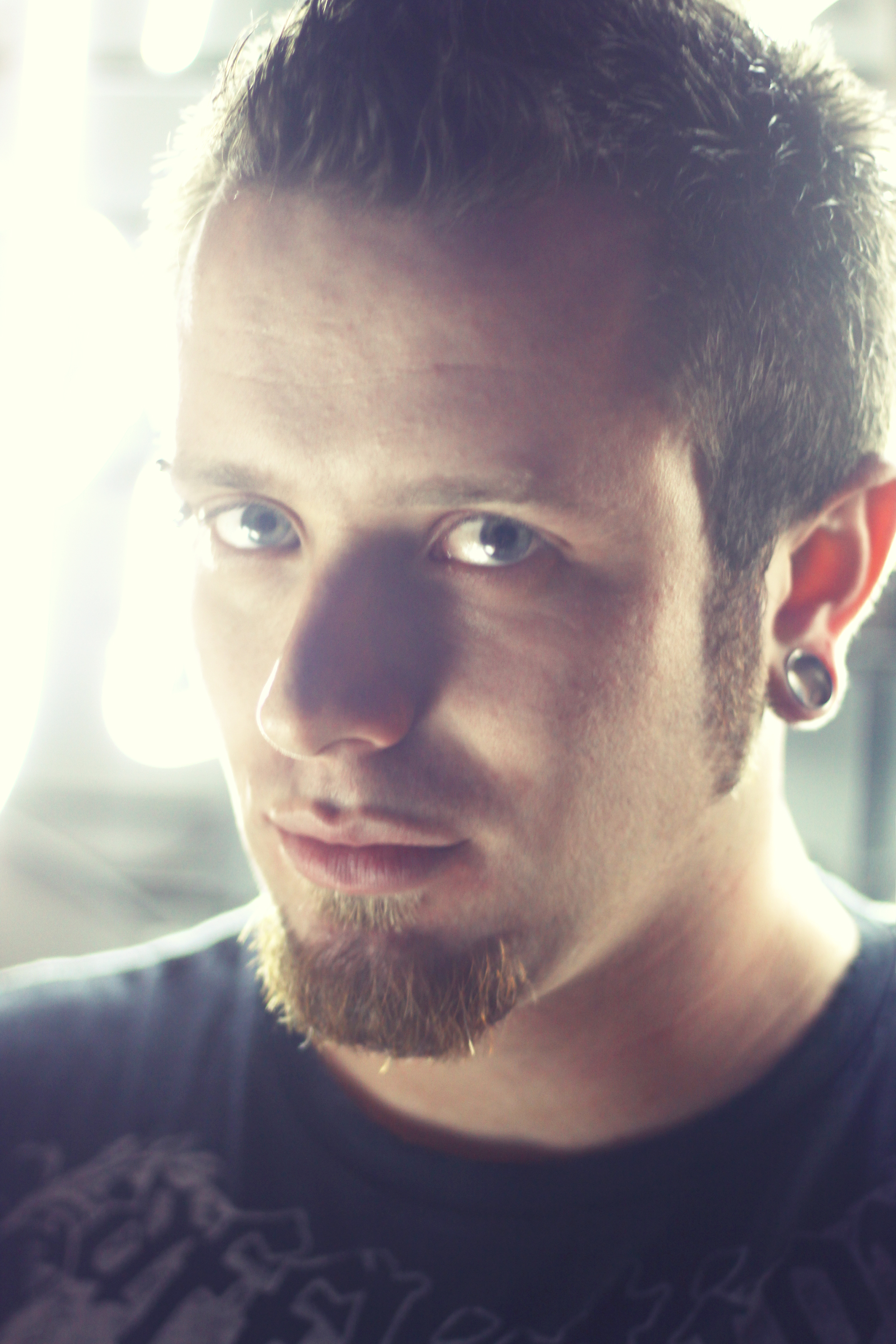
Sänger Jon Howard

Im April 2004 veröffentlichte man das Lied „Rational Eyes“ auf der Internet-Plattform „Garageband.com“. Zu diesem Zeitpunkt hatte die Band noch keinen Namen. Da man für die Anmeldung allerdings einen brauchte, gab Jon Howard provisorisch den Namen Threat Signal an. Kyle McKnight soll dieser Name bis heute nicht gefallen. Nach ein paar Wochen belegte das Lied die Spitzenposition der dortigen Metalcharts. Motiviert durch diesen Erfolg veröffentlichte man auf der gleichen Plattform mit „One Last Breath“, „Inane“ und „A New Beginning“ drei weitere Lieder, die ebenfalls ein positives Feedback erreichten. Mit Marco Bressette stieg im Folgenden ein fester Bassist in die Band ein. Ende 2004 waren Threat Signal mit „Rational Eyes“ auf dem „Unerhört!“-Sampler des deutschen Rock-Hard-Magazins vertreten. Auf diesem Sampler stellt das Magazin jeweils die besten Newcomer des Jahres vor.
Über ihren Bandfotografen wurde Fear-Factory-Gitarrist Christian Olde Wolbers auf Threat Signal aufmerksam. In Los Angeles produzierte Olde Wolbers das Debütalbum „Under Reprisal“. In der Zwischenzeit unterschrieb die Band einen Vertrag bei der deutschen Plattenfirma Nuclear Blast. Im Dezember 2005 komplettierte der US-Amerikaner George Parfitt (Schlagzeug) das Line-up. Er zog extra für die Band aus seiner Heimatstadt Buffalo nach Hamilton.
„Under Reprisal“ wurde am 26. Mai 2006 veröffentlicht und erzielte bislang ein positives Echo von Musikkritikern. So belegte das Album im Juni-Soundcheck des Rock-Hard-Magazins den dritten Platz, auf dem monatlichen Metal-Hammer-Sampler „Maximum Metal“ waren Threat Signal mit dem nochmals neu eingespielten „Rational Eyes“ vertreten. Am 1. August 2006 verließ Rich Howard die Band. Bassist Marco Bressette übernahm daraufhin die freigewordene Gitarrenposition. Neuer Bassist wurde nach kurzer Suche im September 2006 Pat Kavanagh.
Im März 2007 verließ Marco die Band endgültig, um sich anderen Dingen zu widmen. Ab Januar 2008 übernahm Adam Weber die Position an der Gitarre. Auch 2008 gab es mehrere Besetzungswechsel. Vorerst scheint aber ein festes Line-up gefunden zu sein.
Durch die vielen Mitgliederwechsel erschien das Album Vigilance am 11. September 2009, schon wie der Vorgänger unter dem Plattenlabel Nuclear Blast. Die Songs sind, wie schon beim Vorgänger, sowohl melodisch, enthalten aber auch die Merkmale des modernen Metal. Die Produktion des Albums übernahm dieses Mal Jon Howard selber. Im Juli 2010 gab die Band bekannt, dass Adam Weber die Band verlassen hat, woraufhin der Gitarrist Kris Norris kurzfristig für einige Konzerte einsprang. Im September desselben Jahres verließ Schlagzeuger Norman Killeen ebenfalls die Band. Er wurde durch Alex Rüdinger ersetzt. Zudem stellte die Band Chris Feener als neuen Gitarristen vor, mit dem sie zwischen November und Dezember 2010 die Threat Over Europe Tour 2010 bestritten.
Am 7. Oktober 2011 veröffentlichten sie ihr neuestes Werk "Threat Signal", dies wieder unter Nuclear Blast. Meinungen und Kritiken gingen bei diesem Album weit auseinander. Im folgenden Jahr 2012 verließ der neue Schlagzeuger Alex Rüdinger die Band, laut eigener Aussage, da sich vieles für ihn in den letzten Monaten geändert und er sich neuen Projekten zu widmen hat.
Im Mai des Jahres 2015 wurde Gitarrist Matt Perrin, der bereits seit 2013 als Sessionmusiker mit der Band spielte, fest in die Gruppe integriert. Im Dezember gleichen Jahres unterschrieb die Band einen Plattenvertrag mit dem Label Agonia Records und kündigte ihr viertes Album Disconnect für 2016 an. Allerdings verzögerte sich die Herausgabe des Albums, sodass es für den 10. November 2017 angekündigt wurde.

## Trivia
George (Schlagzeuger) hat Jon Howard mal den Bandnamen „Abortion Machine“ vorgeschlagen. Howard weiß bis heute nicht, ob es der beste oder schlechteste Bandname ist, den er je gehört hat. Jon Howard und Pat Kavanagh waren 2009 auch in der Band Arkaea aktiv.
Der seit 2015 fest in die Band integrierte Gitarrist Matt Perrin ist zudem in der Deathcore-Band Angelmaker aktiv.

## Diskografie

### Alben
- 2006: Under Reprisal (Nuclear Blast)
- 2009: Vigilance (Nuclear Blast)
- 2011: Threat Signal (Nuclear Blast)
- 2017: Disconnect (Agonia Records)

### EPs und Demos
- 2004: Rational Eyes (Eigenproduktion)
- 2006: In Flames and More Split-CD (Nuclear Blast)